# Česká fotbalová liga
Česká fotbalová liga (ČFL, z czes. "czeska liga piłkarska") – trzeci poziom (wraz z ligą morawsko-śląską) rozgrywek piłkarskich mężczyzn w Republice Czeskiej.

## System rozgrywek
Od sezonu 2019/2020 w ČFL występują 32 zespoły z Czech właściwych (drużyny z Moraw i Śląska występują w lidze morawsko-śląskiej), podzielone na dwie grupy po 16 drużyn (ČFL A i ČFL B), w tym drugie drużyny (rezerwy) klubów z pierwszej ligi. W ČFL A występują głównie drużyny z południowej i zachodniej, a w ČFL B północnej i wschodniej części Czech właściwych (zespoły z Pragi są przydzielane do obu grup). 
Drużyny w obrębie każdej grupy rywalizują ze sobą w systemie kołowym (mecz u siebie i rewanż na wyjeździe) od jesieni do wiosny. Łącznie w ramach 30 kolejek w sezonie jest rozgrywanych 240 spotkań. 
Po zakończeniu sezonu zasadniczego zwycięzcy obu grup rozgrywają dwumecz barażowy o awans do II ligi (Národní liga). Liczba spadkowiczów z ČFL w każdym sezonie zależy od spadków z Národní ligy – drużyny spadają do właściwych sobie grup trzeciego szczebla według klucza geograficznego:   
- gdy z II ligi spadają dwa zespoły przynależące do ČFL, z ČFL spadają dwie ostatnie drużyny w tabeli każdej grupy (łącznie cztery)
- gdy z II ligi spada jeden zespół z ČFL i jeden z MSFL, z ČFL spada ostatnia drużyna w tabeli każdej grupy, a także przedostatnia, która zgromadziła mniej punktów niż rywal z drugiej grupy (łącznie trzy; w przypadku równej liczby punktów na koniec sezonu, o utrzymaniu decyduje lepszy bilans bramkowy)
- gdy z II ligi spadają dwa zespoły z MSFL, z ČFL spada ostatnia drużyna w tabeli każdej grupy (łącznie dwie)

Spadkowicze z każdej grupy ČFL trafiają do jednej z trzech dywizji czwartego szczebla rozgrywek (Dywizja A, Dywizja B lub Dywizja C) w zależności od geograficznej przynależności do okręgu (přebor).    
Od sezonu 2014/2015 do końca sezonu 2020/2021, w przypadku remisu po zakończeniu regulaminowego czasu gry w ČFL rozgrywano konkurs rzutów karnych, a jego zwycięzca otrzymywał dodatkowy punkt w tabeli.
Od sezonu 2023/2024 reforma nazewnictwa ma przekształcić podział na ČFL i MSFL w jednolite rozgrywki pod wspólną nazwą 3. liga.

## Zwycięzcy ČFL
| Sezon     | Awans                     |
| --------- | ------------------------- |
| 2008/2009 | Graffin Vlašim            |
| 2009/2010 | Spartak MAS Sezimovo Ústí |
| 2010/2011 | FK Bohemians (Střížkov)   |
| 2011/2012 | FK Pardubice              |
| 2012/2013 | Loko Vltavín              |
| 2013/2014 | FK Kolín                  |
| 2014/2015 | Slavoj Vyšehrad           |
| 2015/2016 | Viktoria Žižkov           |
| 2016/2017 | Olympia Hradec Králové    |
| 2017/2018 | MFK Chrudim               |
| 2018/2019 | Slavoj Vyšehrad           |

### Od sezonu 2019/2020
| Sezon     | Zwycięzca baraży | Finalista        |
| --------- | ---------------- | ---------------- |
| 2019/2020 | brak             | brak             |
| 2020/2021 | brak             | brak             |
| 2021/2022 | Slavia Praga B   | SK Zápy          |
| 2022/2023 | Viktoria Žižkov  | Jiskra Domažlice |

1. ↑  nie mylić z Bohemians 1905
2. ↑  zajął 2. miejsce w tabeli; MFK Chrudim zrezygnował z awansu
3. ↑  zajął 3. miejsce w tabeli; pierwsi FK Bohemians (Střížkov) wycofali się z rozgrywek i spadli do ligi okręgowej, druga Jiskra Domažlice zrezygnowała z awansu
4. ↑  zajęła 3. miejsce w tabeli; pierwsza Viktorie Jirny zrezygnowała z awansu, drugi SK Zápy nie uzyskał licencji
5. ↑  zajęła 2. miejsce w tabeli; Viktorie Jirny zrezygnowała z awansu
6. ↑  sezon przerwany po 16. kolejce z powodu pandemii COVID-19; decyzją związku awansował FC MAS Táborsko
7. ↑  sezon zakończony po 8. kolejce z powodu pandemii COVID-19 z brakiem awansów i spadków

## Zespoły ČFL w sezonie 2022/2023

### ČFL A
- Admira Praga
- Baník Sokolov
- Bohemians 1905 B
- Dukla Praga B
- Dynamo Czeskie Budziejowice B
- FC Písek
- FK Králův Dvůr
- Loko Vltavín
- FK Zbuzany 1953
- Motorlet Praga
- Povltavská fotbalová akademie (fuzja TJ Štěchovice, TJ Hvozdnice i TJ Měchenice)
- Robstav Přeštice
- Slavia Karlovy Vary
- Sokol Hostouň
- Jiskra Domažlice
- Viktoria Pilzno B

### ČFL B
- Baník Most-Souš
- FC Hradec Králové B
- FK Chlumec nad Cidlinou
- FK Jablonec B
- FK Mladá Boleslav B
- FK Pardubice B
- FK Přepeře
- FK Teplice B
- FK Ústí nad Labem (spadek z Národní ligy w sezonie 2021/2022)
- SK Benešov
- Sparta Kolín
- SK Zápy
- Slovan Velvary
- Sokol Brozany
- Sokol Živanice
- Viktoria Žižkov (spadek z Národní ligy w sezonie 2021/2022)